# 贡唐仓·久美丹贝旺旭

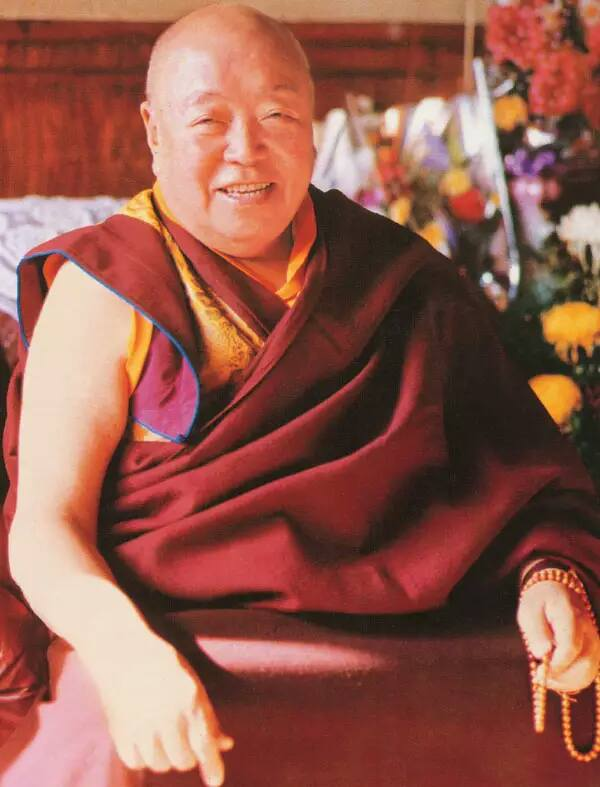
第六世貢唐仁波切

贡唐仓·久美丹贝旺旭（藏語：གུང་ཐང་ཚང་འཇིགས་མེད་བསྟན་པའི་དབང་ཕྱུག་，威利转写：gung thang tshang 'jigs med bstan pa'i dbang phyug；1926年2月—2000年3月1日），男，藏族，四川若尔盖人，第六世贡唐仓活佛。

## 生平
父为辖美土司晉美多傑，母名完噶吉。他出生於藏曆十五繞迥火虎年正月13日，虎年虎月虎日虎時。1931年（藏历铁羊年）被认定为第五世贡唐仓活佛的转世灵童；藏历水猴年（1932年）正月初八日，在贡唐格勒德样宫，拉科仓·久美陈勒嘉措担任其依止师、十世班禅经师桑科·久美仓担任其轨范师，授沙弥戒，赐名“久美丹贝旺旭·久扎秀理南嘉”；水猴年三月，毛尔盖·图丹嘉措担任其经师。之後先後依止土登嘉措仁波切、九世班禪大師、安曲仁波切、拉科仁波切等大德高僧學習顯密教法。 1954年，出任拉卜楞寺法台。
1958年5月至1979年4月，他被定为“反革命分子”而被捕入狱，后于1979年平反释放。他还曾任中国佛教协会常务理事、副会长，甘肃省政协副主席，第五、六届全国政协委员，第七、八、九届全国政协常委。2000年在甘肃夏河县逝世。

## 傳記
西藏檔案文獻圖書館於2019年出版了他的藏文傳記。